# Resolució 1733 del Consell de Seguretat de les Nacions Unides
La Resolució 1733 del Consell de Seguretat de les Nacions Unides, adoptada per aclamació en sessió privada el 22 de desembre de 2006 després de reconèixer el paper del Secretari General de les Nacions Unides, el Consell va rendir tribut a Kofi Annan, el període del qual com a Secretari General acabaria el 31 de desembre de 2006.
Ban Ki-moon seria el successor d'Annan com a Secretari General des de l'1 de gener de 2007.

## Detalls
La resolució encomiava les reformes que havia iniciat i les nombroses propostes que havia presentat per reestructurar i enfortir el paper i el funcionament del sistema de les Nacions Unides,. reconeixia la contribució de Kofi Annan a la pau, la seguretat i el desenvolupament internacionals, els seus esforços per resoldre problemes internacionals i la seva obstinació a atendre les necessitats humanitàries i promoure el respecte dels drets humans i les llibertats. Concloïa expressant a Kofi Annan el seu profund agraïment per la seva dedicació als propòsits i principis consagrats en la Carta de les Nacions Unides i al desenvolupament de relacions d'amistat entre les nacions.